# Andreï Razoumovski
Pour les articles homonymes, voir Razoumovski.
Le comte, puis prince Andreï Kirillovitch Razoumovsky (en russe : Андрeй Кири́ллович Разумо́вский; *  à Gloukhov, Empire russe, 2 novembre 1752 — † Vienne, 23 septembre 1836) fut un diplomate russe, fils du maréchal Cyrille Razoumovski.

## Biographie
Jeune homme il est supposé avoir eu une liaison en 1775 avec la grande-duchesse Nathalie, première épouse du tsarévitch Paul.
Nommé ambassadeur du tsar auprès de la Cour des Habsbourgs à Vienne en 1792, il joue un rôle important durant le Congrès de Vienne en 1815, assurant à la Russie des droits sur la Pologne.
C'est grâce à Beethoven que le nom de Razoumovsky est resté célèbre. Il est l'un des premiers mécènes du compositeur et lui passe commande, en 1806, des trois quatuors à cordes opus 59 dont il reçoit la dédicace et qui portent aujourd'hui son nom. Dans deux de ces quatuors Beethoven introduit des thèmes russes en hommage à leur commanditaire.
Razoumovsky est également le beau-frère d'un autre mécène de Beethoven, le prince Lichnowsky avec lequel il se fait co-dédier la Cinquième Symphonie et la Symphonie pastorale en 1808. Grand mélomane, le comte se fait constituer en 1808 un 
quatuor privé dont Ignaz Schuppanzigh prend la tête aux côtés de Weiss, Kraft et Sina, et dans lequel il lui arrive de tenir la partie du deuxième violon.
En 1814, un gigantesque incendie ravage son palais à Vienne et en 1824 son palais de Batourine. Fait prince en 1815, il vit à Vienne jusqu'à sa mort.